# Xia-Gibbs-Syndrom
Das Xia-Gibbs-Syndrom (kurz XGS) ist eine seltene syndromale Form der Intelligenzminderung, die durch Genmutation eines Proteins im Erbgut des Menschen entstehen kann.
Das klinische Erscheinungsbild ist in der Regel eine unspezifische Entwicklungsverzögerung bei Kindern. Weitere Symptome sind Hypotonie, fehlende oder stark verzögerte Sprachentwicklung, eine intellektuelle Beeinträchtigung, obstruktive Schlafapnoe, leichte Gesichtsdysmorphien und Verhaltensanomalien. Epilepsie, Ataxie und Nystagmus wurden ebenfalls berichtet. Die Diagnose kann nur nach DNA-Analyse gestellt werden.

## Verbreitung
Schätzungen zur Folge beträgt die Prävalenz des Xia-Gibbs-Syndroms eine von 80.000 Lebendgeburten. Im Jahr 2021 waren weltweit mehr als 270 Personen betroffen. Da viele Betroffene aufgrund fehlender Gentests nicht diagnostiziert werden (insbesondere in Entwicklungsländern), könnte die Häufigkeit höher sein.

## Ursache
Das Xia-Gibbs-Syndrom wird durch eine heterozygote de-novo Mutation im AHDC1-Gen auf Chromosom 1p36 verursacht.

## Klinische Erscheinungen
Zu den Hauptmerkmalen des Xia-Gibbs-Syndroms, die bei der Mehrheit der Betroffenen auftreten, gehören Entwicklungsverzögerung, Sprachverzögerung mit stark eingeschränkter oder fehlender Sprache, mittelschwere bis schwere kognitive Beeinträchtigung, Hypotonie, strukturelle Hirnanomalien und unspezifische dysmorphe Merkmale. Weitere Merkmale können Schlafapnoe, Bewegungsstörungen (Ataxie, Tremor und Bradykinesien), die häufig in der Kindheit oder Jugend auftreten, Kleinwuchs, Krampfanfälle, Augenanomalien, Verhaltensauffälligkeiten, Autismus-Spektrum-Störung, Skoliose und Laryngomalazie sein.

## Geschichte
Erstmals wurde die humangenetische Störung von Xia et al. im Jahr 2014 beschrieben als de novo Mutation im Bereich des Gens AHDC1. Identifiziert wurde der Defekt durch vollständige Genomsequenzierung. Weiterer Erkenntnisgewinn wurden ebenfalls am Baylor College in Texas/USA erzielt.

## Forschungsarbeiten
Zur besseren Erforschung des Syndroms werden sogenannte induzierte pluripotente Stammzellen (iPSC) genutzt. Im Jahr 2023 wurde eine Zelllinie mit einem Gendefekt auf dem AHDC1-Gen hergestellt. Diese Zelllinie mit einer spezifischen Mutation kann ein nützliches Instrument für die Untersuchung der Pathogenese und das Screening der Arzneimitteltherapie des Xia-Gibbs-Syndrom sein.